# Bhichai Rattakul
Bhichai Rattakul (em tailandês:  พิชัย รัตตกุล; Banguecoque, 16 de setembro de 1926 — Banguecoque, 28 de fevereiro de 2022) foi um político tailandês.

## Infância e educação
Bhichai Rattakul nasceu em 16 de setembro de 1926 em uma família chinesa tailandesa . Ele se formou no Colégio Cristão de Bangkok. 

## Carreira
Ele atuou como vice-primeiro ministro entre 1983-1990 e 1997–2000, presidente da Câmara dos Deputados e presidente da Assembléia Nacional, líder do Partido Democrata entre 1982-1991 e como presidente mundial do Rotary International entre 2002-2003.
Foi conselheiro e sócio do Rotary Club de Bangkok,  o primeiro Rotary Club da Tailândia. 

## Vida pessoal e Morte
É casado com Khunying Jaruay Rattakul e tem 2 filhos e 1 filha, cujos nomes são Bhichit Rattakul, ex-governador de Bangkok entre 1996-2000, Anatchai Rattakul e Khunying Patchari Wongphaitoon. Bhichai morreu de câncer de pulmão no Hospital Siriraj , em 28 de fevereiro de 2022, aos 95 anos.

## Honra
- Ordem do Elefante Branco
- Ordem da coroa da Tailândia